# Cyclopecten cancellus
Cyclopecten cancellus is een tweekleppigensoort uit de familie van de Propeamussiidae. De wetenschappelijke naam van de soort is voor het eerst geldig gepubliceerd in 1991 door Dijkstra.